# American-180
A American-180 é uma submetralhadora desenvolvida na década de 1960, que dispara cartuchos .22 Long Rifle ou .22 ILARCO, a partir de um carregador tipo tambor. O conceito começou com o Casull Model 290, que usava um carregador semelhante aos designs amplamente utilizados antes da Segunda Guerra Mundial. Apenas 87 Casull M290 foram construídos, pois a arma era cara de fabricar, sendo o American-180 uma versão melhorada. Uma variante semiautomática chamada American SAR 180/275 ainda é produzida, sob encomenda, pela E&L Manufacturing de Riddle, Oregon.

## Operação
A arma opera por meio de um mecanismo de blowback convencional. A submetralhadora usa um ferrolho aberto com um carregador tipo tambor, plano, possuindo uma taxa de tiro muito alta, de aproximadamente 1.200 tiros por minuto (tpm). O American-180 foi comprado principalmente por indivíduos, antes da Emenda Hughes em 1986, que proibiu a produção de armas automáticas para o mercado civil americano. A submetralhadora foi adotada pelo Departamento de Correções de Utah para armar os seus guardas prisionais.
Apesar do baixo poder do cartucho utilizado, os testes demonstraram que o fogo automático pode penetrar até mesmo concreto e coletes à prova de balas, devido aos danos cumulativos[carece de fontes?]. No entanto, o alvo teria que permanecer parado por algum tempo, dessa forma permitindo que o dano se acumulasse na mesma área.[carece de fontes?]

## Variantes

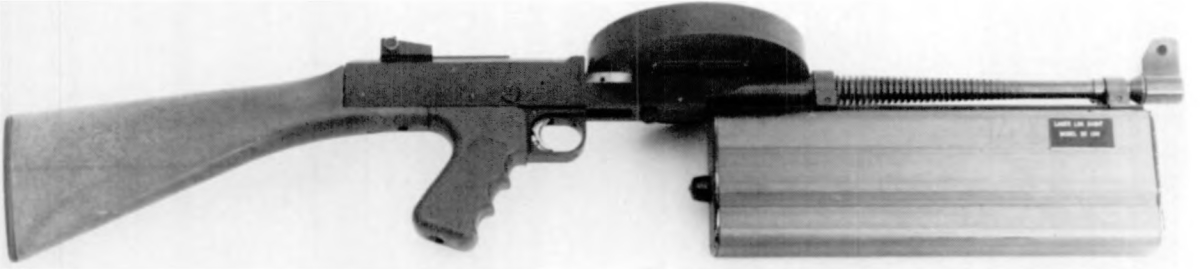
American 180 com mira laser LOK

- Variante de cano duplo: A empresa ILARCO fabricou uma variante em uma configuração de canhão duplo. Os dois receptores foram montados em uma única coronha que pesava mais de 14 lb (6,4 kg), com uma cadência de tiro superior a 3.000 tiros por minuto.[5]

- Variante de quatro canos: A empresa ILARCO fabricou também uma variante em uma configuração de quatro canhões. Cada uma das armas individuais podia ser disparada em uma variedade de combinações. Os canhões podiam ser disparados um de cada vez, ou um do lado esquerdo e um do lado direito, ou todos de uma vez. Foi montado em um grande tripé, com uma cadência de tiro de 3.000 a 12.000 tiros por minuto.[6]

## Usuários
- França: Duas utilizadas respectivamente pela GIPN de Marselha e Brigada de Investigação e Intervenção de Paris nos anos 180.[7]
- Rodésia: SAS Rodesianas.[8][9][10]
- África do Sul: 4º Comando de Reconhecimento.[10]
- Estados Unidos:  Várias agências policiais e departamento de correções prisionais.[4][11]

## Links externos
- Manual do usuário
- Submetralhadora American-180 na Modern Firearms
- Um enxame de abelhas furiosas: a submetralhadora americana 180 .22LR — History and Shooting.